# Boneh Kāghī
Boneh Kāghī (persiska: بنه کاغی) är en ort i Iran.   Den ligger i provinsen Östazarbaijan, i den nordvästra delen av landet, 500 km nordväst om huvudstaden Teheran. Boneh Kāghī ligger 1 999 meter över havet och antalet invånare är 162.
Terrängen runt Boneh Kāghī är kuperad åt sydost, men åt nordväst är den bergig. Runt Boneh Kāghī är det ganska glesbefolkat, med 27 invånare per kvadratkilometer. Närmaste större samhälle är Anjerd, 14,3 km sydost om Boneh Kāghī. Trakten runt Boneh Kāghī består i huvudsak av gräsmarker.